# ピーテル・アントニスゾーン・オーフルトワーテル
ピーテル・アントニスゾーン・オーフルトワーテル（オランダ語: Pieter Anthonisz Overtwaterまたはover 't Water、1610年頃 - 1682年4月28日または29日）は、オランダ東インド会社の人物。

## 生涯
1640年からオランダ東インド会社に勤務したが、それ以前は故郷のホールンで学校に勤務しており、商売の経験は無かった。
出島のオランダ商館長を、1642年から1643年までと、1644年から1645年までの2回務めた。2回目の商館長として江戸に参府した際、大目付井上政重の屋敷に呼ばれ、東インドにおけるヨーロッパ諸国の勢力、ブレスケンス号乗員のその後、またタルタリアへの再度の航海の計画の有無などについて問われた。オーフルトワーテルはタルタリアとの交易の補給基地ともなる南部に寄港地を置きたいと提案しようとしたが、通詞には反対され、政重もそれを黙殺した。逆に日本側は臼砲のことを知りたがったが、オーフルトワーテルはこれに積極的に答えることはなかった。
1646年から1649年までオランダ領台湾の行政長官を務めたが、そこでは批判されている。台湾島の東海岸は会社に残されていたものの、利益を生まず、危険でもあった。
その後セイロン島で勤務し、1666年にはケープ植民地で勤務したが、当地でマラバルの奴隷たちに洗礼を行うことを提案している。1677年にバタヴィアで開かれた臨時会議において、汚職または不公正取引を理由に解雇された。